# Sylvester Q. Cannon

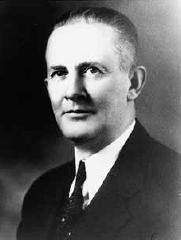
Sylvester Q. Cannon

Sylvester Quayle Cannon (* 10. Juni 1877 in Salt Lake City, Utah; † 29. Mai 1943 ebenda) war ein US-amerikanischer Geistlicher und Apostel der Kirche Jesu Christi der Heiligen der Letzten Tage. Als solcher gehörte dem Kollegium der Zwölf Apostel von 1939 bis zu seinem Tod an.

## Leben
Sylvester Quayle Cannon war das jüngste von elf Kindern von George Q. Cannon und dessen erster Frau Elizabeth Hoagland. Er studierte an der University of Utah und besuchte das Massachusetts Institute of Technology. Nachdem er einen Master of Science in Montanwissenschaften und Metallurgie erhalten hatte, begann er seine Missionstätigkeit in den Niederlanden und Belgien. 1900, also ungefähr ein Jahr nach seiner Ankunft, wurde er zum Präsidenten der Mission ernannt. 1907 kehrte er in die Niederlande zurück, diesmal in Begleitung seiner Frau und der beiden gemeinsamen Töchtern, um dort erneut als Missionspräsident zu fungieren. 
Am 4. Juni 1925 folgte er Charles W. Nibley als Presiding Bishop nach und blieb dies bis zu seiner Berufung zum Apostel. Diese erfolgte am 14. April 1938. Am 6. Oktober 1939 wurde er in das Kollegium der Zwölf Apostel aufgenommen. Die Zeit, die dazwischen lag, war er von 6. April 1938 bis zum 6. Oktober 1939 Associate to the Quorum of the Twelve Apostles. 
Cannon war Mitglied der Utah Society of Civil Engineering. Des Weiteren war Vorsitzender der State Flood Commission des Gouverneurs von Utah, war Mitglied des State Advisory Council for Unemployment und hatte die Aufsicht über alle Ingenieursprojekte für Salt Lake City.
Cannon war verheiratet und hatte zwei Töchter.